# Hetzjagd in Guben
Als Hetzjagd in Guben wurde von zahlreichen Medien und Organisationen ein Ereignis der Nacht vom 12. auf den 13. Februar 1999 bezeichnet. Hierbei griffen rechtsextreme Jugendliche in der brandenburgischen Stadt Guben drei Ausländer an. In der Folge starb der 28-jährige algerische Asylbewerber Farid Guendoul (in den Medien auch unter dem falschen Namen Omar Ben Noui bekannt, mit dem Guendoul in Deutschland Asyl beantragt hatte). 

## Tathergang
Guendoul war mit Khaled Bensaha und Issaka Kaba unterwegs, als elf ausländerfeindliche Jugendliche im Alter von 17 bis 21 Jahren die drei Männer angriffen. Bensaha, der in eine andere Richtung geflüchtet war als seine zwei Begleiter, wurde von einem Teil der Angreifer eingeholt, niedergeschlagen und getreten. Er fiel mit dem Kopf gegen ein Auto und wurde bewusstlos. Die Täter ließen von ihm ab, weil sie dachten, dass er tot sei. Guendoul und Kaba versuchten sich auf der Flucht in einen Wohnblock in der Hugo-Jentsch-Straße zu retten. Guendoul trat eine Glastür ein, verletzte sich dabei an der Beinarterie und verblutete innerhalb weniger Minuten im Hausflur. Kaba gelang es aus dem Haus mittels eines Taxis in ein Bistro zu fliehen, das anschließend von den Verfolgern belagert wurde. Die Polizei nahm Kaba unter dem Verdacht der Körperverletzung fest. Die Jugendlichen verfolgten den Polizeiwagen bis zur Wache und versuchten, dort einzudringen. Zur gleichen Zeit stellte ein Notarzt den Tod von Guendoul fest.
Nach den erfolglosen Versuchen, in die Wache einzudringen, fuhren zehn der Angreifer zu einem asiatischen Restaurant und warfen dort die Scheiben ein. Später fuhren fünf von ihnen erneut zum Tatort in der Hugo-Jentsch-Straße und wurden dort festgenommen. Die restlichen sechs Täter wurden im Laufe des Tages verhaftet. Gegen zwei der Täter wurde am Folgetag ein Haftbefehl erlassen.

## Prozess
Im Prozess vor dem Landgericht Cottbus wurden am 13. November 2000 nach einer Prozessdauer von 17 Monaten acht der Angeklagten wegen fahrlässiger Tötung verurteilt. Drei weitere Angeklagte waren aus Sicht des Gerichts nicht haftbar für den Tod. Sie wurden wegen gefährlicher Körperverletzung verurteilt. Die Verteidigung wurde zum Teil von rechtsextremen Anwälten wie dem NPD-Mitglied Wolfram Nahrath übernommen.
Das Strafmaß der Verurteilten lag zwischen richterlichen Verwarnungen und drei Jahren Jugendstrafe. Von den fünf Haftstrafen wurden drei auf Bewährung ausgesprochen.
Auf die Revisionen der Nebenkläger und einiger Angeklagter änderte der 5. Strafsenat des Bundesgerichtshofes am 9. Oktober 2002 (Az. 5 StR 42/02) unter Vorsitz von Monika Harms die Schuldsprüche der Hauptangeklagten auf versuchte Körperverletzung mit Todesfolge. Der Haupttäter erhielt eine Jugendstrafe von zwei Jahren. Alle weiteren Revisionen wurden verworfen; damit war der Fall juristisch abgeschlossen.

## Politische Kommentierung des Prozesses
Die noch während des Prozesses angebrachte Gedenktafel wurde mehrere Male von rechtsextremen Randalierern beschädigt. Die Gedenktafel wurde nach einer weiteren Beschädigung am 26. August 2000 zur Spurensicherung im Zuge der Ermittlung vom Landeskriminalamt Brandenburg für mehrere Wochen entfernt.
Während des Prozesses kritisierte der Bundestagspräsident Wolfgang Thierse den schleppenden Prozessverlauf öffentlich. In der Frankfurter Rundschau kritisierte Wolfgang Kunath dies als populär, aber falsch: „Es setzt das Gericht unter Druck. Langfristig untergräbt diese Art Populismus gerade in Ostdeutschland das Vertrauen in die Justiz viel stärker als das langsame Mahlen ihrer Mühlen.“
Das Urteil des Landgerichts wurde häufig kritisiert, da es für eine Tat mit Todesfolge für zu milde gehalten wurde. Der damalige Präsident des Zentralrats der Juden in Deutschland Paul Spiegel bezeichnete das Urteil als Skandal, da die Justiz eine wertvolle Chance verpasst habe, ein Signal zu setzen. Der damalige Vizepräsident des Zentralrats, Michel Friedman, sagte in der taz: „Es ist nicht nachvollziehbar, dass Jugendliche, die den Tod eines Menschen mitverursacht haben, mit Bewährungsstrafen davonkommen“. Der Vorsitzende des Aktionsbündnisses gegen Gewalt, Rechtsextremismus und Fremdenfeindlichkeit Rolf Wischnath nannte das Urteil moralisch nicht voll zufriedenstellend, jedoch habe das Gericht nach rechtsstaatlichen Kriterien entschieden.

## Rezeption in der Rechtswissenschaft
Der Fall der „Gubener Hetzjagd“ wird in der strafrechtlichen Lehr- und Kommentarliteratur zum Delikt der Körperverletzung mit Todesfolge (§ 227 StGB) sehr häufig als Beispiel für eine Konstellation angeführt, bei der sich das Opfer – ausgelöst durch das Verhalten der Täter – selbst schädigt (ohne das Handeln der Täter hätte das Opfer die Entscheidung die Glastür einzutreten nicht getroffen und es wäre nicht zu der tödlichen Verletzung gekommen).
Dabei ist unter Juristen umstritten, ob der erforderliche tatbestandsspezifische Gefahrverwirklichungszusammenhang (oder Unmittelbarkeitszusammenhang) zwischen der (versuchten) Körperverletzung und der Todesfolge besteht. Nach der Rechtsprechung des Bundesgerichtshofs (BGH) genügt es, wenn der Eintritt des Todes die spezifische Gefährlichkeit der körperverletzenden Handlung (des körperverletzenden Tätigkeitsakts) der Täter realisiert. Danach ist sogar (wie in diesem Fall) der erfolgsqualifizierte Versuch einer Körperverletzung mit Todesfolge möglich. Nach anderer Ansicht muss sich die schwere Folge des Todes aus der spezifischen Gefährlichkeit gerade der von den Tätern zugefügten Körperschädigung als solcher (Körperverletzungserfolg) ergeben. Das wäre hier nicht der Fall, da die Täter selbst dem Opfer ja (noch) gar keine Verletzung zugefügt hatten. Eine versuchte Körperverletzung mit Todesfolge ist nach dieser Ansicht ohnehin nicht denkbar. Weitere juristisch problematische Fragen in diesem Fall sind der Zeitpunkt des Versuchsbeginns und die Mittäterschaft beim erfolgsqualifizierten Delikt.
Die wegweisende Entscheidung des BGH ist von einer ganzen Reihe von Juristen in verschiedenen Fach- und Ausbildungszeitschriften – zum Teil kritisch – besprochen worden.

## Spätere Aktivitäten der Täter
Schon kurz nach dem Urteil wurde einer der Täter am 26. Dezember 2000 erneut durch eine Messerattacke auffällig. Er hatte mit einem weiteren Jugendlichen in Guben einen 20-jährigen Deutschen mit mongolischem Migrationshintergrund und asiatischem Aussehen zuerst rassistisch beleidigt und daraufhin ein Messer in den Rücken gestochen. Auch der Begleiter des 20-jährigen Opfers wurde durch Schläge ins Gesicht verletzt.
Zu den Kommunalwahlen in Brandenburg im Jahr 2008 trat einer der verurteilten Täter als Kandidat für die rechtsextreme NPD an. Der als Haupttäter verurteilte Alexander Bode kandidierte erfolglos im Landkreis Spree-Neiße, wurde später Vizevorsitzender des NPD-Kreisverbandes Lausitz und sagte 2012, er „habe nichts zu bereuen“.